# Chiesa di San Marcellino in Colle
La chiesa di San Marcellino in Colle è un edificio sacro situato in località Il Colle, presso Monti, nel comune di Gaiole in Chianti in provincia di Siena.

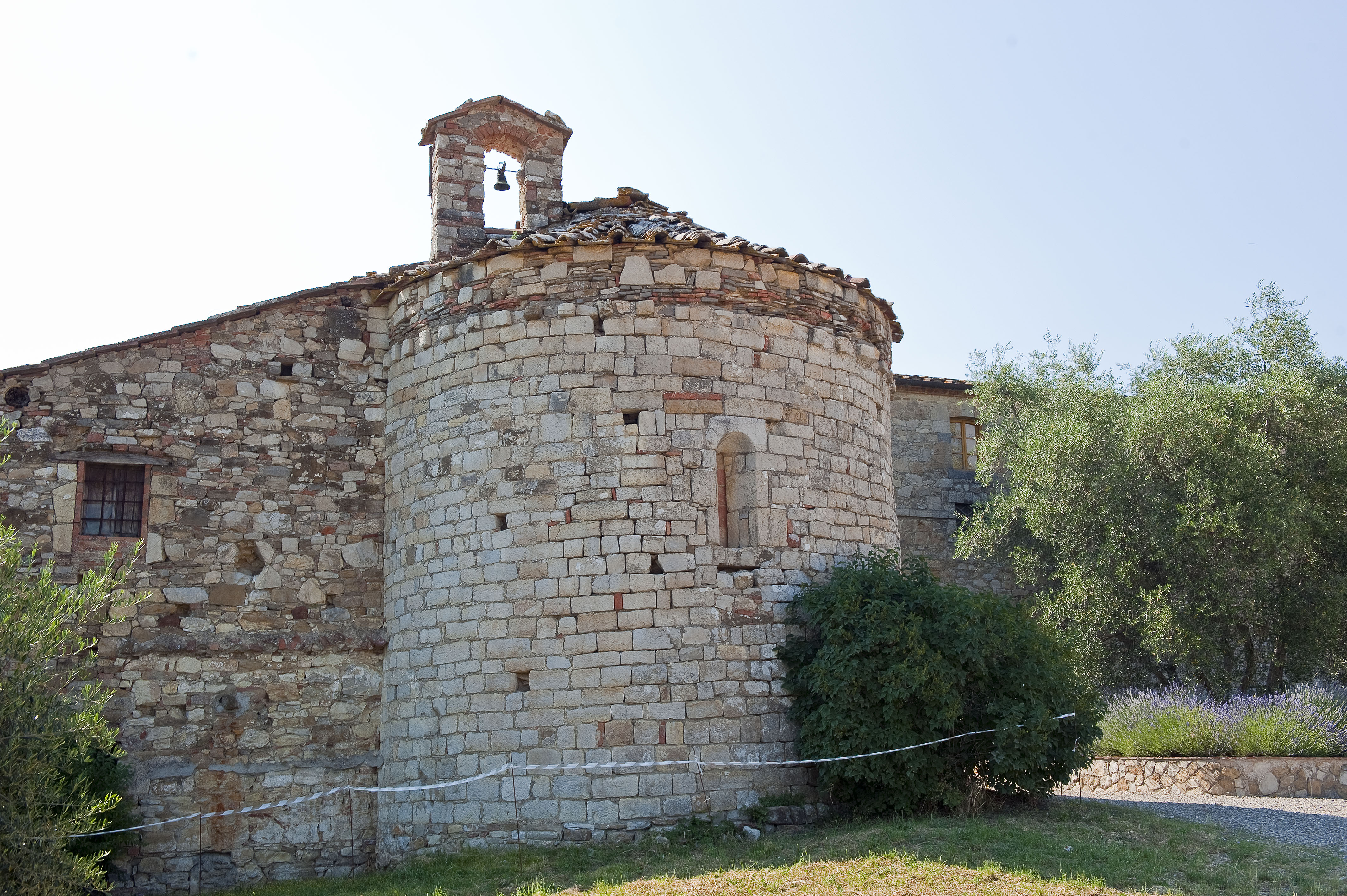
Abside

## Storia
È stata la chiesa parrocchiale del villaggio rurale di Colle ed era una suffraganea della pieve di San Marcellino.

## Descrizione
La chiesa è caratterizzata dalla facciata a capanna in filaretto di pietra alberese e si presenta ad unica navatella conclusa con un'abside semicircolare dalla dimensione eccessiva rispetto alla mole dell'edificio. L'abside, decorata dalla monofora, è l'unica struttura rimasta integra della chiesa romanica mentre tutto il resto è il frutto di una sapiente opera di rimontaggio probabilmente eseguita nel corso del Trecento.
All'interno si conserva un cippo di marmo bianco usato come acquasantiera. Questo cippo, forse di età imperiale, è privo di iscrizioni ed è decorato con due semplici fregi a festone nei riquadri laterali.